# Monona
La Monona es un tipo de canción folclórica originaria de las localidades vecinas de Cazalilla y  de Villanueva de la Reina, en la provincia de Jaén (España), en la campiña, junto al valle del Guadalquivir.
Se trata de una copla, con letras de tono picante o mordaz, propia de los cortijos en la época de la recogida de la aceituna. El contenido de las letras abarca desde las cuestiones relacionadas con las relaciones entre sexos, hasta cuestiones de tipo político y social. 
Su origen se remonta al siglo XVIII.